# Карась Валерій Юрійович
Валерій Юрійович Кара́сь (нар. 15 березня 1939, Сталіно — пом. 15 лютого 2017, Київ) — український художник монументально-декоративного мистецтва; член Спілки радянських художників України з 1977 року. Чоловік художниці Марієти Левханян, батько Євгена Карася та Олени Карась.

## Біографія
Народився 15 березня 1939 року в місті Сталіному (нині Донецьк, Україна). Упродовж 1956—1962 років навчався у Львівському інституті прикладного та декоративного мистецтва, де його викладачами були зокрема Іван Севера, Іван Скобало, Вітольд Манастирський, Роман Сельський. Дипломна робота — керамічне панно «Львів» (керівник Михайло Бєляєв).
З 1963 року по 1990-ті роки працював на Київському комбінаті монументально-декоративного мистецтва. 1995 року став співзаснником «Карась Галерея» у Києві. Помер у Києві 15 лютого 2017 року.

## Творчість
Працював у галузі монументального мистецтва, створював вітражі, мозаїки, садово-паркові скульптури, розписи, скульптурні композиції, рельєфи, медалі. Серед робіт:
- випалювання «Морське царство» в інтер'єрі київського ресторану «Русалка» (1968);
- фонтан з фігурами персонажів творів Миколи Гоголя у Миргороді (1983—1984, у співавторстві з Марієтою Левханян);
- вітраж «Історія медицини» у Києві (1988);

мозаїки
- «Танок» в інтер'єрі ресторану в казахстанському місті Кентау (1965);
- «До знань» в екстер'єрі київської школи (1965);
- цикл «Українська народна творчість» на фасаді житлових будинків на розі бульвару Івана Лепсе та проспекту Власа Чубаря у Києві (1967, у співавторстві з Олександром Долотіним та Іваном Аполлоновим)[1];
- «Визначні діячі медицини» на фасаді Київської обласної клінічної лікарні (1989);

рельєфи
- «Кобзар Волоче» у Києві (1964);
- «Наука» у місті Бердянську на будівлі ПТУ (1969, нержавіюча сталь, чеканка);
- «Морські глибини» у місті Генічеську (2010);

композиції
- «Етапи великого шляху» у Москві (1972, шамот, теракота; у співавторстві з Марієтою Левханян);
- «Декрет про мир» у Москві (1977);
- «Земля українська», «Вода дніпровська», «Тріумф Перемоги» (усі — 1975, Національний музей історії України у Другій світовій війні, Київ);
- «Сюїта замерзання», «Сюїта танення» (обидві — 1987, спорткомплекс «Метеор», Дніпропетровськ);
- «Визначні діячі історії» (1990-ті, Будинок культури «Славутич», Київ);

медалі
- «Богдан Хмельницький» (1972);
- «Ярослав Мудрий» (1973);
- «Леся Українка» (1973);
- «Олекса Довбуш» (1975);
- «Петро Сагайдачний» (1982—1985);
- «Григорій Сковорода» (1982—1985);
- «Тарас Шевченко» (2002);
- «Сергій Корольов» (2005).

Брав участь у міських, всеукраїнських, всесоюзних художніх виставках з 1962 року. Персональна виставка відбулася у Юрмалі у 1986 році.
Окремі роботи зберігаються у Національному музеї українського народного декоративного мистецтва у Києві, Національному заповіднику «Хортиці» у Запоріжжі.